# Сцена (часопис)
Сцена је часопис за позоришну уметност. Континуирано излази од пролећа 1965. године, а издаје га Стеријино позорје. Часопис је од оснивања излазио двомесечно, а од 2005. године излази тромесечно. На званичном сајту Позорја може се наћи архива свих бројева објављених од 2003. године, а бројеви објављени од 2009. могу се читати и у електронском облику. Ови бројеви доступни су и на енглеском језику.
Године 2005. објављено је заједничко издање часописа Сцена и Театрон (Сцена & Театрон), поводом обележавања 50 година Стеријиног позорја.

## Концепција часописа
Часопис Сцена се бави естетиком, теоријом и социологијом позоришта, кроз интервјуе прати актуелна збивању у домаћем и иностраном театру, редовно доноси приказе домаћих и иностраних фестивала, нарочито Стеријиног позорја, Битефа и других. Обележава јубилеје, осветљава најзначајније аспекте позоришне историје (велики ствараоци, покрети, појаве). Кроз приказе књига, читаоце обавештава о савременој театролошкој продукцији.
Часопис у сваком броју доноси најмање један савремени домаћи драмски текст и на тај начин значајно доприноси афирмацији домаћег драмског стваралаштва. У последње време објављују се и инострани савремени драмски текстови, нарочито из земаља окружења.
Велика пажња посвећује се дизајну часописа, као саставном и неодвојивом делу визуелног идентитета Сцене. Фотографија заузима посебно место јер је она, поред видео-записа, и трајно сведочанство о позоришном догађају.
Године 1974. покренут је и "Scena", Theatre Arts Review позоришни алманах на енглеском језику. У почетку је часопис информисао инострано читалаштво о позоришним збивањима у земљи, а данас превасходно објављује савремено домаће драмско стваралаштво, чиме доприноси његовој промоцији у свету. Часопис уређује исто уредништво као издање на српском језику.

## Уредништво и редакција
Главни уредници Сцене од оснивања били су Јосип Кулунџић (1965 - 1969), Слободан Селенић (1970 - 1974), Петар Марјановић (1975 - 1990), Радомир Путник (1991 - 1994), Вида Огњеновић (1995 - 2001), Даринка Николић (2002 - 2012) и Зоран Ђерић (2013-2016).
Данас је на месту одговорног уредника Милош Латиновић, а редакцију чине Марина Миливојевић Мађарев, Исидора Поповић, Александар Милосављевић и Жељко Јовановић.

## Стеријина награда за театрологију часописаСцена
Стеријина награда за театрологију часописа Сцена установљена је 1986. ради подстицања развоја театрологије и њене друштвене и стручне афирмације. Награда се до 2002. додељивала сваке године, када је одлучено да ће се додељивати сваке треће.